# Molophilus subannulipes
Molophilus subannulipes là một loài ruồi trong họ Limoniidae. Chúng phân bố ở miền Australasia.